# Sellin & Partner
Sellin & Partner var ett svenskt bokförlag som sedan 1988 drevs av företaget Sellin & Partner Bok och Idé AB. Förlaget ger ut jubileumsböcker, läroböcker, biografier och skönlitterära verk. Förlaget, som gav ut böcker på uppdrag av företag och föreningar, myndigheter, stiftelser och privatpersoner, och även experimenterade med reklamfinansierad utgivning, gick i konkurs 2009.